# Abeille des Aydes Blois Basket
L'Abeille des Aydes Blois Basket è una società cestistica avente sede a Blois, in Francia. Fondata nel 2005 dalla fusione del Jeunesse Savoie Aixoise e del Maurienne Savoie Basket, gioca nel campionato francese.

## Roster 2022-2023
Aggiornato all'8 gennaio 2023.
|    | Naz.                   | Ruolo | Sportivo                | Anno | Alt. | Peso | Note |
| -- | ---------------------- | ----- | ----------------------- | ---- | ---- | ---- | ---- |
| 1  | Stati Uniti (bandiera) | G     | Keandre Cook            | 1997 | 196  | 85   |      |
| 2  | Stati Uniti (bandiera) | AG    | Tyren Johnson           | 1988 | 201  | 102  |      |
| 3  | Francia (bandiera)     | P     | Timothé Vergiat         | 1998 | 187  | 82   |      |
| 11 | Mali (bandiera)        | C     | Amadou Sow              | 1998 | 206  | 107  |      |
| 13 | Francia (bandiera)     | C     | Brice Dessert           | 2003 | 211  |      |      |
| 14 | Stati Uniti (bandiera) | P     | Jaime Smith             | 1989 | 190  | 83   |      |
| 19 | Francia (bandiera)     | AG    | Bruno Cingala-Mata      | 1993 | 200  | 110  |      |
| 24 | Senegal (bandiera)     | AP    | Mbaye Ndiaye            | 1999 | 203  | 92   |      |
| 30 | Francia (bandiera)     | AP    | Paul Rigot              | 1995 | 201  | 86   |      |
| 43 | Francia (bandiera)     | G     | Maxime Sconard          | 2003 | 195  |      |      |
| 45 | Francia (bandiera)     | PG    | Thomas Cornely          | 1991 | 191  |      |      |
| 65 | Francia (bandiera)     | AC    | Halvine Dzellat-Diakeno | 2004 | 207  |      |      |

### Staff tecnico
| Allenatore: | Mickaël Hay       |
| Assistente: | Dominique Roinard |